# Ostap Semerak
Ostap Mychajłowycz Semerak, ukr. Остап Михайлович Семерак (ur. 27 czerwca 1972 we Lwowie) – ukraiński polityk i politolog, poseł do Rady Najwyższej, minister gabinetu ministrów (2014), minister środowiska (2016–2019).

## Życiorys
Absolwent fizyki na Uniwersytecie Lwowskim (1994) oraz politologii na Akademii Kijowsko-Mohylańskiej (1998). Pracował w organizacjach studenckich i pozarządowych, następnie w sekretariatach frakcji partii Reformy i Porządek oraz Naszej Ukrainy. Od 2006 do 2007 był zastępcą gubernatora obwodu kijowskiego.
Od 2007 do 2012 sprawował mandat posła VI kadencji, wybranego z ramienia Bloku Julii Tymoszenko jako przedstawiciela Reform i Porządku. Po połączeniu się tych ugrupowań został członkiem rady politycznej Batkiwszczyny. 27 lutego 2014, po wydarzeniach Euromajdanu, mianowany ministrem gabinetu ministrów w rządzie Arsenija Jaceniuka. W tym samym roku dołączył do Frontu Ludowego, z listy którego ponownie został wybrany do parlamentu. 2 grudnia 2014 zakończył urzędowanie na stanowisku ministra.
14 kwietnia 2016 został powołany na ministra środowiska w rządzie Wołodymyra Hrojsmana. Funkcję tę pełnił do 29 sierpnia 2019.
Żonaty z Orysią Wołodymyriwną, z którą ma syna i córkę.